# Rhaphipodus sarasinorum
Rhaphipodus sarasinorum là một loài bọ cánh cứng trong họ Cerambycidae.